# Miaoshang
Miaoshang (kinesiska: 庙上, 庙上乡) är en socken i Kina. Den ligger i provinsen Shanxi, i den norra delen av landet, omkring 360 kilometer sydväst om provinshuvudstaden Taiyuan. Antalet invånare är 31 574. Befolkningen består av 15 478 kvinnor och 16 096 män. Barn under 15 år utgör 15,0 %, vuxna 15-64 år 75 %, och äldre över 65 år 8,0 %.
Genomsnittlig årsnederbörd är 679 millimeter. Den regnigaste månaden är juli, med i genomsnitt 160 mm nederbörd, och den torraste är december, med 2 mm nederbörd.